# Tina Schnekenburger
Christina „Tina“ Schnekenburger ist eine deutsche Musikerin, Malerin und Fotografin. Bekannt wurde sie in den frühen 1980er Jahren als Teil der Gruppen Deutsch-Amerikanische Freundschaft und Die Krupps während der Entstehung der Electronic Body Music.

## Leben
Sie stammt aus schwierigen familiären Verhältnissen und brach ihre schulische Ausbildung mit 16 ab. Von Heilbronn aus, wo sie zeitweilig mit ihrer Mutter lebte, bewarb sie sich erfolgreich an der Kunstschule Stuttgart. Statt die Kunstschule dann auch zu besuchen, schloss sie sich jedoch Ende der 1970er Jahre für rund ein Jahr einer Künstlergruppe in Torremolinos an und kehrte dann nach Deutschland zurück, wo sie in Düsseldorf ein fester Teil der Punkszene um den Ratinger Hof wurde.
Sie hatte eine enge Bindung zur Familie von Gabi Delgado-Lopez, bei der sie mehrere Monate in Wuppertal lebte. Gabi war eine der Schlüsselfiguren der Düsseldorfer Szene und gründete 1978 die Gruppe Deutsch-Amerikanische Freundschaft (DAF). In jener Zeit spielte Schnekenburger Bass in der Band Die Rächer mit Gabis Geschwistern Eduardo und Olga, gab das Stomp-Fanzine heraus und besorgte die typografische Gestaltung des zweiten DAF-Albums Die Kleinen und die Bösen. Gemeinsam mit den beiden Musikern von DAF kam sie nach London, wo sie Schlagzeugerin einer Reggae-Band war und sechs Wochen bei Daniel Miller lebte. Danach schloss sie sich DAF bei Live-Konzerten als drittes Mitglied an, das die Tapedecks mit den für DAF charakteristischen Sequenzer-Cassetten auf der Bühne bediente. Bald darauf kam sie zu Jürgen Englers Band Die Krupps, der sie von 1981 bis 1985 als Musikerin und Co-Produzentin angehörte. Sie schrieb u. a. Texte für das Album Volle Kraft voraus, das mit seinen Synthesizer-Sequenzen und den parolenhaften Texten deutlich mehr nach DAF klingt als noch das Debütalbum Stahlwerksynfonie. Sowohl DAF nach ihrer Mutation zum Duo als auch Die Krupps, jeweils in der Zeit mit Tina Schnekenburger, zählen zu den deutschen Pionieren der Electronic Body Music.
Auch über ihre aktive Zeit bei den Krupps hinaus hielt ihre produktive Verbindung mit Engler an, mit dem sie 1987 das Label Atom H gründete, das bis 1993 rund ein Dutzend Veröffentlichungen deutscher Punk- und Metal-Bands wie Accu§er, Protector, Rumble Militia und STS 8 Mission produzierte.
Um 1990 zog sie nach Berlin, wo sie sich hauptsächlich der Fotografie widmete. Später zog sie nach Hamburg, wo sie seitdem hauptsächlich malt.

## Diskografie

### Mit Die Krupps
- Volle Kraft voraus! (1982)
- Entering the Arena (1985)